# Лукас Вільчес
Лукас Вільчес (ісп. Lucas Wilchez, нар. 31 серпня 1983, Ла-Плата) — аргентинський футболіст, півзахисник чилійського клубу «Уніон Сан-Феліпе».
Виступав, зокрема, за клуби «Коло-Коло» та «Тігре».

## Ігрова кар'єра
Народився 31 серпня 1983 року в місті Ла-Плата.
У дорослому футболі дебютував 2003 року виступами за команду «Естудьянтес», у якій провів один сезон, взявши участь у 17 матчах чемпіонату. 
Згодом з 2004 по 2010 рік грав у складі команд «Сан-Мартін» (Сан-Хуан), «Тігре», «Естудьянтес», «Тальєрес» та «Астерас».
Своєю грою за останню команду привернув увагу представників тренерського штабу клубу «Коло-Коло», до складу якого приєднався 2010 року. Відіграв за команду із Сантьяго наступні два сезони своєї ігрової кар'єри. Більшість часу, проведеного у складі «Коло-Коло», був основним гравцем команди.
Протягом 2012—2013 років захищав кольори клубу «Реал Сарагоса».
У 2013 році повернувся до клубу «Тігре». Цього разу провів у складі його команди чотири сезони. 
Протягом 2017—2020 років захищав кольори клубів «Арсенал» (Саранді), «Темперлей» та «Альмагро».
До складу клубу «Уніон Сан-Феліпе» приєднався 2020 року. Станом на 19 липня 2022 року відіграв за команду із Сан-Феліпе 22 матчі в національному чемпіонаті.